# Oleșciîn, Tlumaci
Oleșciîn (în ucraineană Олещин) este un sat în comuna Jukiv din raionul Tlumaci, regiunea Ivano-Frankivsk, Ucraina.

## Demografie
Componența lingvistică a localității Oleșciîn
     Ucraineană (100%)
Conform recensământului din 2001, toată populația localității Oleșciîn era vorbitoare de ucraineană (100%).